# Gefecht auf dem Njassasee
1914

Maziúa – Njassasee – Karonga – Sansibar – Rufijidelta – Kilimandscharo – Tanga
1915

Jassini – Bukoba – Tanganjikasee  – Saisi
1916

Oldoboro (Salaita) – Reata-Latema – Tabora Offensive (Tabora) – Kahe – Kondoa Irangi – Matamondo – Kilosa – Mlali – Dutumi – Kisaki – Kibata
1917

Behobeho – Nambanje – Kiawe Brücke – Rumbo – Mahiwa – Mahenge – Ngomano
1918

Namacurra – Lioma – Pere Hills
Das Gefecht auf dem Njassasee, auch Schlacht von Sphinxhafen, war eine militärische Auseinandersetzung zwischen Truppen des British Empire und dem Deutschen Reich während des Ersten Weltkrieges. Es fand am 14. August 1914 auf dem Njassasee bei der Stadt Sphinxhafen (heute Liuli) statt.

## Hintergrund

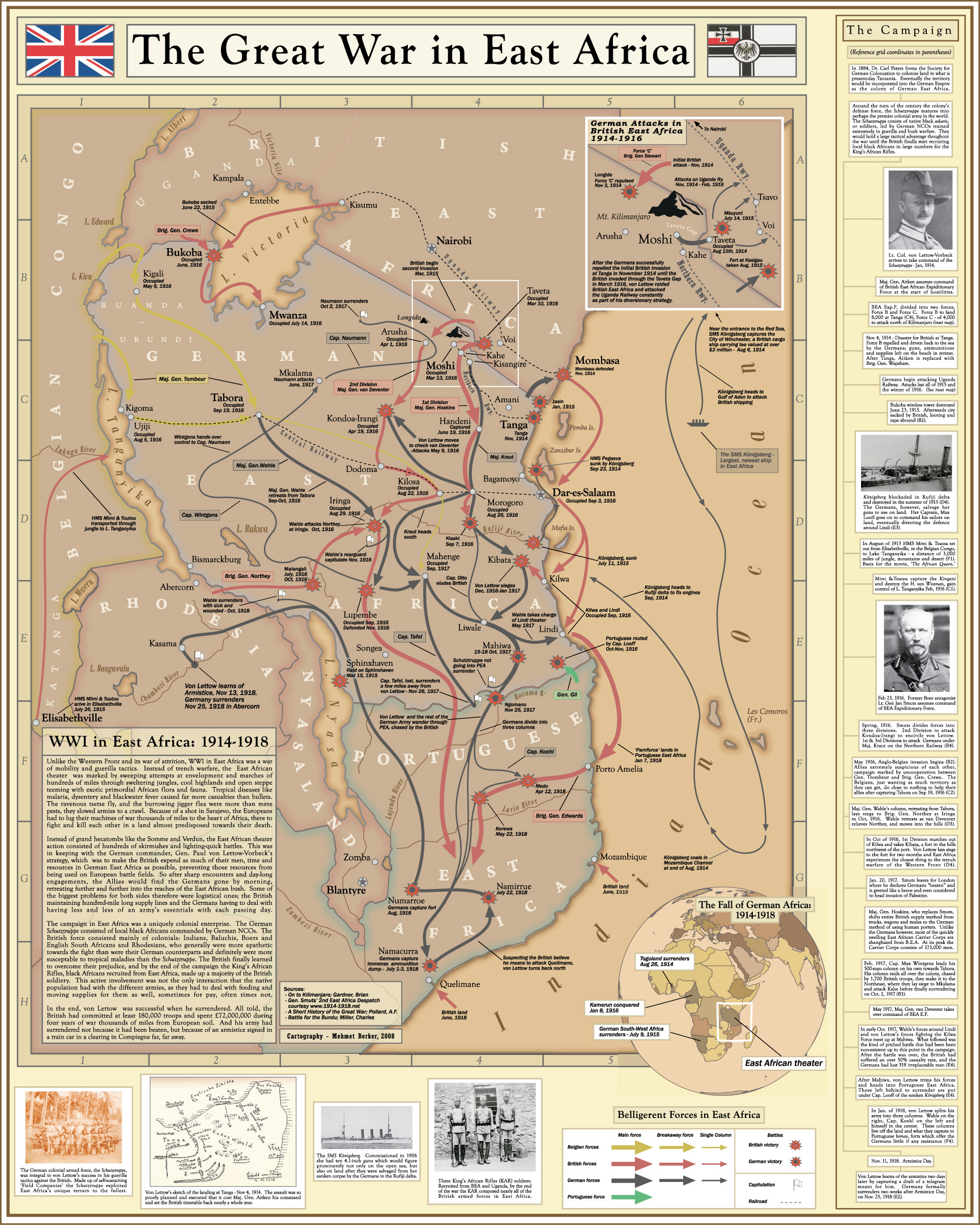
Sphinxhafen am Njassasee befindet sich auf der Karte unten links

Im Südosten grenzte die deutsche Kolonie Deutsch-Ostafrika (heute Tansania) an die britische Kolonie Njassaland (heute Malawi). Zirka zwei Drittel der 450 km langen Grenze bildete der Njassasee. Die Marinen beider Länder hatten jeweils ein bewaffnetes Dampfschiff im Einsatz, um ihre jeweiligen Küsten zu überwachen und Jagd auf Sklavenhändler zu machen. Des Weiteren war der Personen- und Material-Transport über den See die einfachste Möglichkeit, große Entfernungen schnell zu überbrücken.
Der deutsche Kapitän Berndt und sein britischer Kollege, Commander Edmund Rhoades, patrouillierten bereits seit über 10 Jahren den See und besuchten sich gegenseitig auf ihren Schiffen. Darüber hinaus hielten sie Scheingefechte miteinander ab, um ihre Besatzungen zu trainieren.
Vor dem Hintergrund des Ersten Weltkriegs bedeutete die Seeherrschaft über das Gewässer einen großen taktischen und strategischen Vorteil.

## Aufstellung

### Schutztruppe
Auf deutscher Seite war die 100 BRT große SS Hermann von Wissmann, benannt nach dem Entdecker Hermann von Wissmann, im Einsatz. Der in Deutschland hergestellte, in Einzelteile zerlegte und am Njassasee endmontierte Dampfer war mit einer am Bug montierten 37-mm-Hotchkiss-Revolverkanone bewaffnet, konnte eine Höchstgeschwindigkeit von 8 Knoten erreichen und bis zu 400 Passagiere aufnehmen.

### British Empire

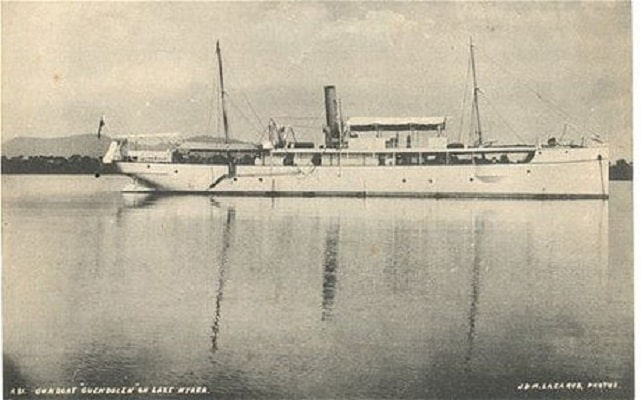
Britisches Dampfschiff HMS Gwendolen

Ihr britischer Gegenpart war die 150 BRT große HMS Gwendolen. Nachdem die Briten vom Ausbruch des Krieges gehört hatten, wurde die Gwendolen in Fort Johnston mit einer Hotchkiss-6-Pfünder-Kanone ausgestattet.

## Kriegsbeginn
Am 4. August 1914 erhielt der britische Gouverneur des Protektorats von Zentralafrika, Sir George Smith, per Telegramm die Nachricht, dass zwischen dem Vereinigten Königreich und dem Kaiserreich Deutschland Krieg herrsche. Umgehend informierte er Frank Webb, den zuständigen District Commisioner der Provinz Karonga am nördlichen Ende des Njassasees, von der aktuellen Situation. Beiden Männern war bewusst, dass die Polizeistation von Karonga mit 9 Europäern und 30 Afrikanern der zirka 2000 Mann starken Schutztruppe keinen ernsthaften Widerstand bieten könnte. Die Kontrolle der nördlichen Grenze zwischen Deutsch-Ostafrika und Njassaland sowie die Kontrolle des 570 km langen Sees zur Heranbringung von Verstärkungen von Rhodesien (heute Simbabwe) und der Südafrikanischen Union (heute Südafrika) war essentiell für die britische Seite. Die einzigen größeren britischen Verbände waren Einheiten der King’s African Rifles (KAR), die im Süden des Sees stationiert waren. Solange das deutsche Dampfschiff operierte, wäre ein Truppentransport über den See jederzeit einem Angriff durch die Hermann von Wissmann ausgesetzt; das deutsche Schiff musste neutralisiert werden.

## Das Gefecht
Die Gwendolen verließ mit fünf Briten, 30 Heizern und 25 KAR-Soldaten Fort Johnston und erreichte nach vier Tagen Nkhata Bay am Westufer des Sees. Fischer aus Tonga berichteten, dass sie die Hermann von Wissmann drei Wochen zuvor auf einer Helling im deutschen Sphinxhafen gesehen hatten. Es bestehe nach wie vor die Möglichkeit, dass das deutsche Schiff in Reparatur sei.
Am Abend des 13. August stieß die Gwendolen in See und machte sich auf die 65 km weite Reise nach Sphinxhafen, das in den Morgenstunden des 14. August erreicht wurde. Commander Rhoades hoffte, dass der Morgennebel seine Annäherung verschleiern würde, doch der Nebel blieb aus und ließ gute Sicht zu. Aus mehreren Kilometern Entfernung war der weiße Rumpf der Hermann von Wissmann, vertaut auf der Helling, zu sehen. Aus 2000 Metern ließ Rhoades das Feuer aus der Hotchkiss-6-Pfünder-Kanone eröffnen. Nach mehreren Schüssen gelang ein Treffer.
Kurz darauf verließ ein Ruderboot mit Kapitän Berndt Sphinxhafen und steuerte die Gwendolen an, worauf das Feuer eingestellt wurde. Kapitän Berndt, der keine Kenntnis über die Kriegserklärung hatte, beschwerte sich förmlich bei Commander Rhoades über den Beschuss und wurde an Ort und Stelle über die Eröffnung der Feindseligkeiten in Kenntnis gesetzt und gefangen genommen. Anschließend ging ein britischer Leutnant mit den KAR-Soldaten an Land und durchsuchte den Hafen. Ein deutscher Ingenieur wurde aufgegriffen und ebenfalls gefangen genommen. Das Landekommando entfernte das Revolvergeschütz der von Wissmann und nahm wichtige Maschinenteile mit, die den Dampfer unbrauchbar machten. Nachdem die Soldaten wieder an Bord der Gwendolen waren fuhr das Schiff zurück nach Nkhata Bay.

## Folgen
Nach seiner Rückkehr sandte Commander Rhoades ein Telegramm nach London, woraufhin die britischen Zeitungen am Folgetag die Schlagzeile Naval Victory on Lake Nyasa (deutsch: Seesieg auf dem Njassasee) publizierten. 
Da die Hermann von Wissmann außer Gefecht gesetzt war, war der Seetransport von Truppen sicher. Unverzüglich verlegten die Briten ihre KAR-Einheiten vom Süden des Sees 400 km nach Norden nach Karonga an die Grenze zu Deutsch-Ostafrika. Dort kam es im Folgemonat zur Schlacht mit vorrückenden deutschen Truppen.